# Manfred Mutter

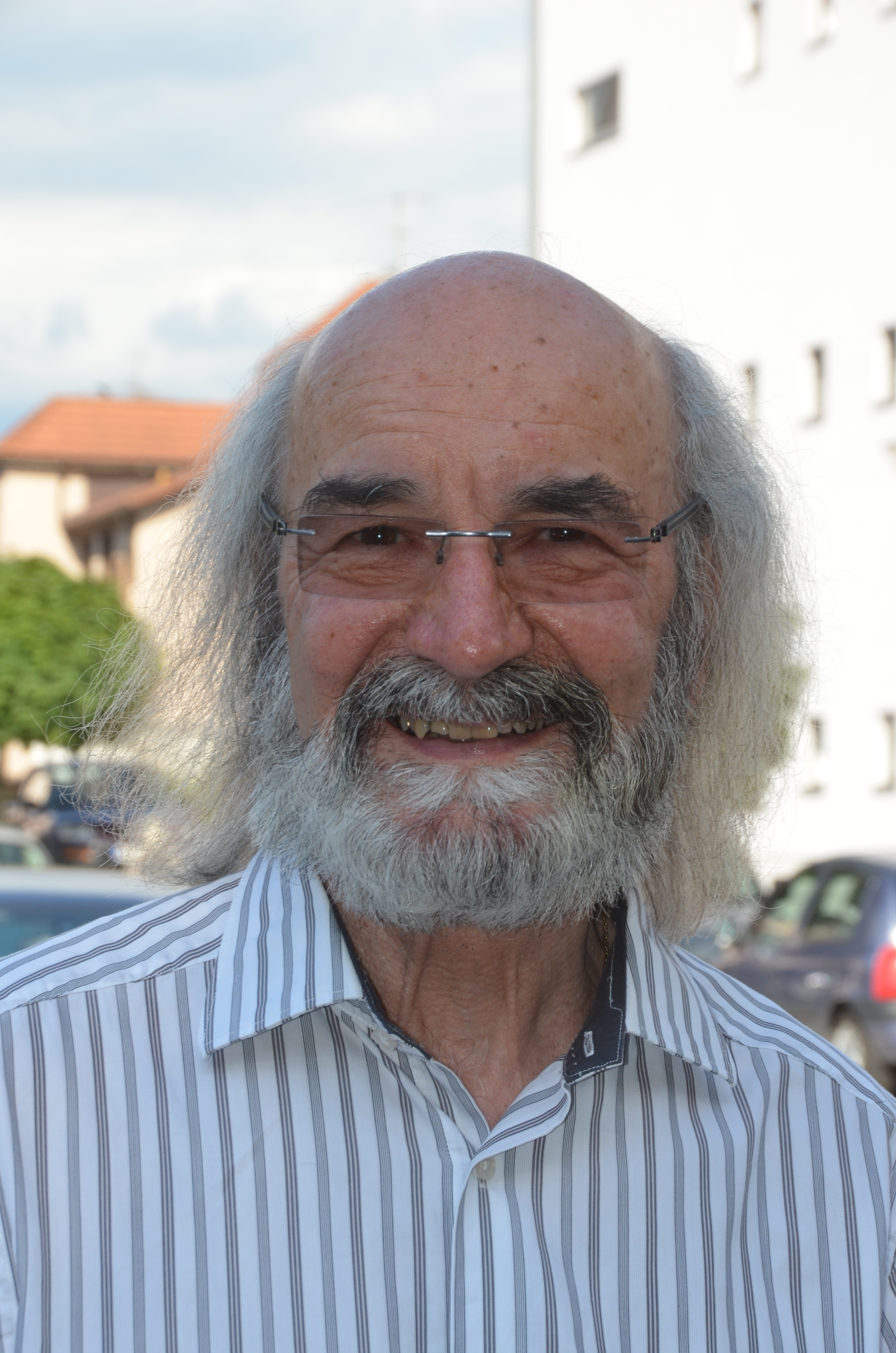
Manfred Mutter

Manfred Mutter (* 2. Dezember 1942 in Lörrach) ist ein deutscher Chemiker.

## Leben und Werk
Manfred Mutter machte sein Abitur am Hans-Thoma-Gymnasium in Lörrach und studierte Chemie an der Universität Basel. Nach dem Diplom 1968 und einem Forschungsaufenthalt am MPI Tübingen (1969) promovierte er 1972 an der Universität Tübingen bei E. Bayer über ein neues Verfahren zur Peptidsynthese („Liquid-Phase Methode“). Nach einem Post-Doktorat bei J. P. Flory an der Stanford University, California (1974–1976), habilitierte er sich an der Universität Tübingen auf dem Gebiet Bioorganische und Makromolekulare Chemie und erhielt 1977 ein Heisenberg-Stipendium der Deutschen Forschungsgemeinschaft. Danach war er Professor an der Universität Mainz (1979–1983), Universität Basel (1984–1988), FU Berlin (1989) und Universität/EPF Lausanne (1990–2006). Seit der Emeritierung 2007 ist er als Konsultant in der Pharmazeutischen Industrie (Debiopharm S.A.) tätig und engagiert sich nach seiner Rückkehr nach Deutschland (2011, Grenzach-Wyhlen) auch für gemeindepolitische (Vorstand Zukunftsforum Grenzach-Wyhlen e.V.) und kulturelle Themen.
Manfred Mutter war Gründungsmitglied der „Polymergruppe Schweiz“, Mitglied der Deutschen Forschungsgemeinschaft (DFG) und erhielt mehrere wissenschaftliche Auszeichnungen, darunter das neu etablierte Heisenberg-Stipendiat (1977), die Max-Bergmann-Medaille (1982, Bozen) und den „Rudinger Memorial Award“ der European Peptide Society (2008, Helsinki).

## Forschungsschwerpunkte
Die Forschungsschwerpunkte von Manfred Mutter liegen auf den Gebieten der bioorganischen Chemie, der Peptidchemie und dem Entwurf künstlicher Proteine. Innovative Konzepte, die die Lösung aktueller Probleme der Peptid- und Proteinchemie zum Ziel hatten (Peptidsynthese, Sekundärstrukturbildung, Aggregation, Proteinfaltung) standen dabei im Mittelpunkt, insbesondere
- PEG-gebundene Peptide (heute ‘Pegylation’) zur Synthese und Konformationsuntersuchung von schwerlöslichen Peptiden,
- Pseudoproline (ψ-Pro) als Baustein zur Modulation der biologischen Aktivität und zur Brechung von Sekundärstrukturen in Peptiden und Proteinen,
- Künstliche Proteine durch Fixierung sekundärstrukturbildender Peptide an cyclische Strukturen („Template-Assembled Synthetic Proteins“, TASP)
- Switch-Peptide zur Induktion von Konformationsübergängen und zur Auflösung von Amyloid-Aggregaten als Auslöser degenerativer Krankheiten.

Von beachtlicher medizinischer Relevanz erwiesen sich Studien an Cyclosporin A- abgeleiteten Peptiden als antivirale Medikamente (AIDS, Hepatitis C) sowie Arbeiten über Antikörper-Wirkstoff-Konjugate (ADC) in Zusammenarbeit mit industriellen Forschungsgruppen, die sich in einer Reihe von Patenten niederschlugen.
Manfred Mutter veröffentlichte über 200 wissenschaftliche Arbeiten, die in zahlreichen Plenarvorträgen bei bedeutenden internationalen Konferenzen (Gordon Conferences, European / American / Australian / Japanese Peptide Societies, Protein Society) präsentiert wurden.

## Auswahl wissenschaftlicher Publikationen
- E. Bayer and M. Mutter, „Liquid Phase Synthesis of Peptides“, in: „Nature“ 237 (1972), 512–513.
- M. Mutter, U. W. Suter and P. J. Flory, „Macrocyclization Equilibria: Poly(6-aminocaproamide)“, in: „J. Am. Chem. Soc.“ 98 (1976), 5745–5748.
- V. N. R. Pillai and  M. Mutter, „Conformational Studies of PEG-Bound Peptides and Protein Sequences“, in: „Acc. Chem. Res.“ 14 (1981), 122–130.
- M. Mutter, „Construction of New Proteins and Enzymes - A Prospect for the Future?“, in: „Angew. Chem. Int. Ed.“, 24 (1985), 639–653.
- M. Mutter and S. Vuilleumier, „A Chemical Approach to Protein Design - Template-Assembled Synthetic Proteins (TASP)“, in: „Angew. Chem. Int. Ed.“, 28 (1989), 535–554.
- T. Wöhr, F. Wahl, A. Nefzi, B. Rohwedder, T. Sato, X. Sun, M. Mutter, „Pseudo-Prolines (-Pro) as a Solubilising, Structure Disrupting Protection Technique in Peptide Synthesis“, in: „J. Am. Chem. Soc.“, 118 (1996), 9218–9227.
- M. Mutter, G. Tuchscherer, „Evolution versus Design: Template directed self-assembly of peptides to artificial proteins (TASP)“, in: „CHIMIA“, 54 (2000), 552.
- M. Mutter, A. Chandravarkar, C. Boyat, J. Lopez, S. Dos Santos, B. Mandal, R. Mimna, K. Murat, L. Patiny, L. Saucède, G. Tuchscherer, „Switch-peptides: In statu nascendi (ISN) induction of conformational transitions relevant in degenerative diseases“, in: „Angew. Chem. Int. Ed.“, 43 (2004), 4172–4178.
- M. Mutter, „Four Decades, Four Places and Four Concepts“, in: „CHIMIA Int. J. Chem.“, 67 (2013), 868–873.